# Ервін Шредінгер
Е́рвін Ру́дольф Йо́зеф Алекса́ндер Шре́дінгер (або Шре́дінґер; нім. Erwin Rudolf Josef Alexander Schrödinger; МФА: [ˈɛrviːn ˈʃrøːdɪŋɐ]; 12 серпня 1887, Відень — 4 січня 1961, там само) — австрійський фізик-теоретик, один із творців квантової механіки. Лауреат Нобелівської премії з фізики (1933). Член низки академій наук світу, зокрема, іноземний член Академії наук СРСР (1934).
Шредінгеру належить низка фундаментальних результатів у галузі квантової теорії, які лягли в основу хвильової механіки: він сформулював хвильові рівняння (стаціонарне й залежне від часу рівняння Шредінгера), довів тотожність розвиненого ним формалізму й матричної механіки, розробив квантовомеханічну теорію збурень, отримав розв'язки багатьох конкретних задач. Шредінгер запропонував оригінальне трактування фізичного змісту хвильової функції; у наступні роки неодноразово піддавав критиці загальноприйняту копенгагенську інтерпретацію квантової механіки (парадокс «кота Шредінгера» та інше). Крім того, він є автором багатьох робіт у різних галузях фізики: статистичній механіці та термодинаміці, фізиці діелектриків, теорії кольору, електродинаміці, загальній теорії відносності та космології; він зробив кілька спроб побудувати єдину теорію поля. У книзі «Що таке життя?» Шредінгер звернувся до проблем генетики, поглянувши на феномен життя з погляду фізики. Він приділяв велику увагу філософським аспектам науки, античним та східним філософським концепціям, питанням етики та релігії.

## Біографія

### Походження та освіта (1887—1910]

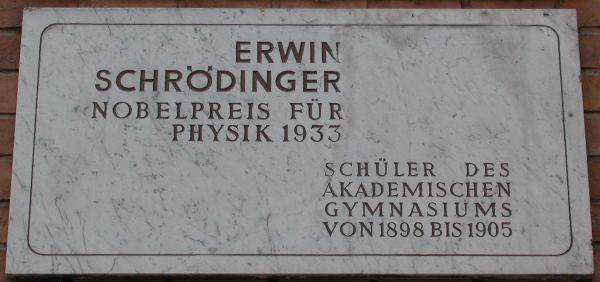
Пам'ятна табличка на будинку Академічної гімназії

Ервін Шредінгер був єдиною дитиною в забезпеченій і культурній віденській родині. Його батько, Рудольф Шредінгер, успішний власник фабрики з виробництва клейонки та лінолеуму, цікавився наукою й тривалий час обіймав посаду віцепрезидента Віденського ботаніко-зоологічного товариства. Мати Ервіна, Георгіна Емілія Бренда, була донькою хіміка Олександра Бауера, лекції якого Рудольф Шредінгер відвідував під час навчання в цісарсько-королівській Віденській вищій технічній школі (нім. k. k. Technischen Hochschule). Стосунки в сім'ї й спілкування з освіченими батьками сприяли формуванню різноманітних інтересів юного Ервіна. До одинадцяти років він здобував домашню освіту, а 1898 року вступив до престижної Академічної гімназії (нім. Öffentliches Academisches Gymnasium), де вивчали здебільшого гуманітарні предмети. Навчання давалося Шредінгеру легко, у кожному класі він ставав найкращим учнем. Багато часу присвячував читанню, вивченню іноземних мов. Його бабуся по матері була англійкою, тому він з раннього дитинства опанував цю мову. Полюбляв відвідувати театр; особливо йому подобалися п'єси Франца Ґрільпарцера, які ставилися в Бурґтеатрі.

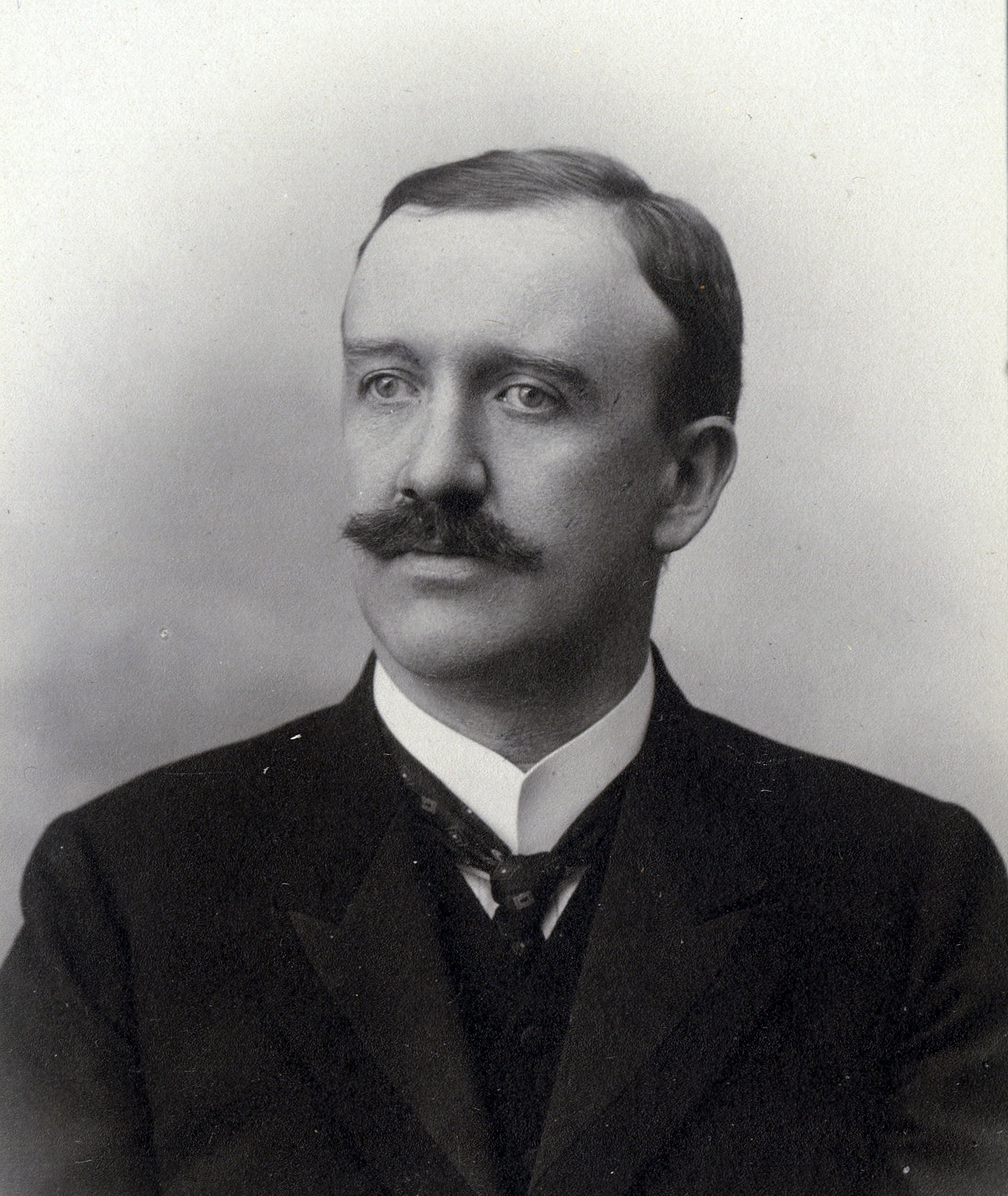
Фрідріх Газенерль мав значний вплив на формування Шредінгера як науковця

Блискуче склавши випускні іспити в школі, Ервін вступив до Віденського університету восени 1906 року, де вибрав для вивчення курси математики й фізики. Великий вплив на формування Шредінгера як науковця справив Франц Екснер, який читав лекції з фізики й надавав особливого значення методологічним і філософським питанням науки. Інтерес до теоретичних проблем фізики виник в Ервіна після знайомства з Фрідріхом Газенерлем, наступником Людвіга Больцмана на кафедрі теоретичної фізики. Саме від Газенерля майбутній учений дізнався про актуальні наукові проблеми й труднощі, що виникають у класичній фізиці під час спроб їх вирішити. За час навчання в університеті Шредінгер досконало опанував математичні методи фізики, однак його дисертаційна робота була експериментальною. Вона була присвячена вивченню впливу вологості повітря на електричні властивості низки ізоляційних матеріалів (скло, ебоніт, бурштин) і її було виконано під керівництвом Егона Швейдлера в лабораторії Екснера. 20 травня 1910 року, після захисту дисертації та успішної здачі усних іспитів, Шредінгер здобув ступінь доктора філософії.

### Початок наукової кар'єри (1911—1921)
У жовтні 1911 року, після річної служби в австрійській армії, Шредінгер повернувся до Другого фізичного інституту Віденського університету як асистент Екснера. Він вів заняття з фізичного практикуму, а також брав участь в експериментальних дослідженнях, що здійснювалися в лабораторії Екснера. 1913 року Шредінгер подав клопотання про отримання звання приват-доцента, і, після проходження габілітації (подання наукової статті, читання «пробної лекції» та інше) на початку 1914 року міністерство затвердило його в цьому званні. Перша світова війна на кілька років відтермінувала початок активної викладацької діяльності Шредінгера. Молодого фізика було призвано до лав армії і він проходив службу в артилерії на порівняно спокійних ділянках австрійського Південно-Західного фронту: в Райблі (Raibl), Комаромі, потім у Просекко (Prosecco) і в районі Трієста. 1917 року його було призначено викладачем метеорології в офіцерському училищі у Вінер-Нойштадті. Такий режим служби залишав йому достатньо часу, щоб читати спеціальну літературу й працювати над науковими проблемами.

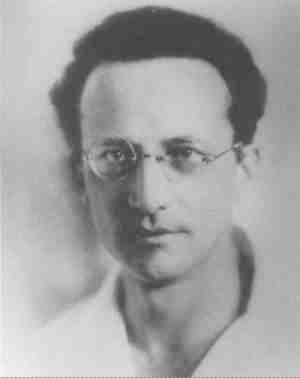
Молодий Шредінгер

У листопаді 1918 року Шредінгер повернувся до Відня, і приблизно в цей час йому надійшла пропозиція обійняти посаду екстраординарного професора теоретичної фізики в університеті міста Чернівці. Однак після розпаду Австро-Угорської імперії це місто опинилося в іншій країні, тож цю можливість не було реалізовано. Однак, важке економічне становище країни, низькі зарплати й банкрутство сімейного підприємства змушували Шредінгера шукати нове місце роботи, зокрема, й за кордоном. Восени 1919 року Макс Він, який очолював Фізичний інститут Єнського університету, запросив Шредінгера обійняти посаду його асистента й доцента кафедри теоретичної фізики. Австрієць з радістю прийняв цю пропозицію й у квітні 1920 року (одразу після весілля) перебрався до Єни. У Єні Шредінгер затримався лише чотири місяці: незабаром він перебрався до Штутгарта на посаду екстраординарного професора місцевої Вищої технічної школи (нині — університет Штутгарта). Важливим фактором в умовах зростання інфляції було значне збільшення платні. Втім, невдовзі ще кращі умови й посаду професора теоретичної фізики почали пропонувати й інші установи — університети Бреслау, Кіля, Гамбурга й Відня. Шредінгер вибрав перший і всього через семестр залишив Штутгарт. У Бреслау вчений читав лекції протягом літнього семестру, а після його закінчення знову змінив місце роботи, очоливши престижну кафедру теоретичної фізики Цюрихського університету.

### Цюрих— Берлін (1921—1933)
Шредінгер перебрався до Цюриха влітку 1921 року. Життя тут було стійкішим у матеріальному плані, сусідні гори надавали вченому, який любив альпінізм і лижні походи, зручні можливості для відпочинку, а спілкування з відомими колегами Петером Дебаєм, Паулем Шеррером та Германом Вейлем, що працювали в сусідньому Цюрихському політехнікумі, створювало необхідну атмосферу для наукової творчості. Час, проведений в Цюриху, був затьмарений важкою хворобою; Шредінгеру поставили діагноз — туберкульоз легенів, і дев'ять місяців (у 1921—1922 роках) йому довелося лікуватися в курортному містечку Ароза в Швейцарських Альпах. У творчому плані цюриські роки виявилися найпліднішими для Шредінгера, який написав тут свої класичні роботи з хвильової механіки. Відомо, що в подоланні математичних труднощів велику допомогу йому надав Вейль.
Популярність, яку принесли Шредінгеру його новаторські роботи, зробила його одним з основних кандидатів на престижну посаду професора теоретичної фізики Берлінського університету, що звільнилася після виходу у відставку Макса Планка. Після відмови Арнольда Зоммерфельда й подолання сумнівів, чи варто залишати Цюрих, який так полюбився, Шредінгер прийняв цю пропозицію й 1 жовтня 1927 року став до виконання своїх нових обов'язків. У Берліні австрійський фізик знайшов друзів і однодумців в особі Макса Планка, Альберта Ейнштейна, Макса фон Лауе, що поділяли його консервативні погляди на квантову механіку і не визнавали її копенгагенської інтерпретації. В університеті Шредінгер читав лекції з різних розділів фізики, вів семінари, керував фізичним колоквіумом, брав участь у проведенні організаційних заходів, проте в цілому був одинаком, про що свідчила відсутність учнів. Як зазначав Віктор Вайскопф, який свого часу працював асистентом Шредінгера, останній «грав в університеті роль аутсайдера».

### Оксфорд— Ґрац— Ґент (1933—1939)
Час, проведений у Берліні, Шредінгер описав як «чудові роки, коли я вчив і навчався». Цей час добіг кінця 1933 року, після приходу до влади Гітлера. Улітку того року вже немолодий учений, що не бажав залишатися під владою нового режиму, вирішив ще раз змінити оточення. Варто відзначити, що, попри своє негативне ставлення до нацизму, він ніколи його публічно не висловлював і не бажав втручатися в політику, а зберегти свою аполітичність у тодішній Німеччині було практично неможливо. Сам Шредінгер, пояснюючи причини свого від'їзду, казав: «Я терпіти не можу, коли мені дошкуляють політикою». Британський фізик Фредерік Ліндеман, який саме тоді відвідував Німеччину, запросив Шредінгера до Оксфордського університету. Вирушивши на літній відпочинок до Південного Тіролю, учений вже не повернувся до Берліна і в жовтні 1933 року разом із дружиною прибув до Оксфорда. Незабаром після приїзду він довідався, що його (разом із Полем Діраком) нагороджено Нобелівською премією з фізики «за відкриття нових плідних форм атомної теорії». В автобіографії, написаній з цієї нагоди, Шредінгер дав таку оцінку своєму стилю мислення:
| У моїх наукових працях, як і взагалі в житті, я ніколи не дотримувався якоїсь генеральної лінії, не слідував керівній програмі, розрахованій на тривалі терміни. Хоча я дуже погано вмію працювати в колективі, зокрема, на жаль, і з учнями, проте моя робота ніколи не була абсолютно самостійною, оскільки мій інтерес до будь-якого питання завжди залежить від інтересу, що виявляється до цього ж питання іншими. Я рідко кажу перше слово, але часто друге, тому що спонукальним чинником для нього зазвичай є бажання заперечити або виправити… — Автобиография Э. Шрёдингера // Избранные труды по квантовой механике / Э. Шрёдингер.. — М. : Наука, 1976. — С. 345. |

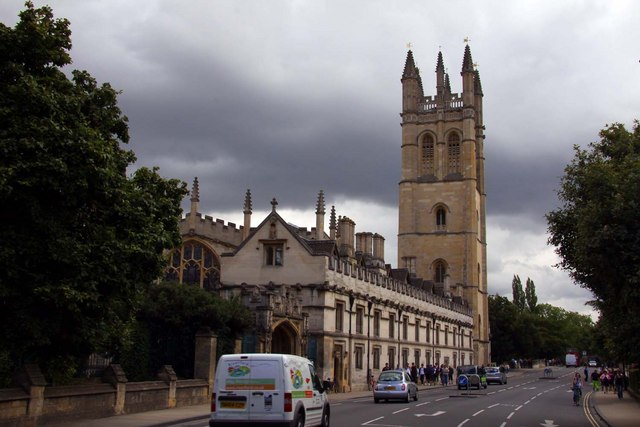
Коледж Магдалини в Оксфорді

В Оксфорді Шредінгер став членом коледжу Магдалини, не маючи викладацьких обов'язків і, разом з іншими емігрантами, отримуючи фінансування від компанії Imperial Chemical Industry. Однак йому так і не вдалося освоїтися в специфічних обставинах одного з найстаріших університетів Англії. Однією з причин цього була відсутність в Оксфорді, орієнтованому в основному на викладання традиційних гуманітарних і теологічних дисциплін, інтересу до модерної теоретичної фізики, що змушувало вченого відчувати незаслуженість свого високого становища й великої платні, яку він часом називав своєрідною милостинею. Іншим аспектом дискомфорту, який відчував Шредінгер в Оксфордському університеті, були особливості суспільного життя, повні умовностей і формальностей, які, за його визнанням, обмежували його свободу. Ситуація ускладнювалася незвичайним характером його особистого й сімейного життя, що викликала справжній скандал у клерикальних колах Оксфорда. Зокрема, Шредінгер вступив у гострий конфлікт із професором англійської мови та літератури Клайвом Льюїсом. Усі ці проблеми, а також згортання на початку 1936 року програми фінансування вчених-емігрантів, змусили Шредінгера розглянути варіанти продовження кар'єри поза Оксфордом. Після відвідин Единбургу, восени 1936 року він прийняв пропозицію повернутися на батьківщину і обійняти посаду професора теоретичної фізики в Грацькому університеті.
Перебування Шредінгера в Австрії не забарилося: уже в березні 1938 року відбувся аншлюс країни, в результаті якого вона увійшла до складу нацистської Німеччини. За порадою ректора університету вчений написав «листа примирення» з новою владою, який було опубліковано 30 березня на шпальтах ґрацької газеті Tagespost і який спричинив негативну реакцію колег, які емігрували. Утім, ці кроки не допомогли: вченого було звільнено з посади через політичну неблагонадійність; офіційне повідомлення він отримав у серпні 1938 року. Розуміючи, що виїзд із країни незабаром може стати неможливим, Шредінгер поспішно полишив Австрію і попрямував до Рима (фашистська Італія тоді була єдиною країною, для виїзду до якої не потрібна була віза). До того часу в нього встановився зв'язок із прем'єр-міністром Ірландії Еймоном де Валера, математиком за освітою, який надумав організувати в Дубліні аналог Принстонського інституту перспективних досліджень. Де Валера, який перебував тоді в Женеві як президент Асамблеї Ліги Націй, виклопотав для Шредінгера і його дружини транзитну візу для проїзду Європою. Восени 1938 року, після короткої зупинки в Швейцарії, вони прибули до Оксфорда. Поки йшла організація інституту в Дубліні, учений погодився обійняти тимчасову посаду в бельгійському Генті, оплачувану з коштів Фонду Франкі. Тут його й заскочив початок Другої світової війни. Завдяки втручанню де Валера Шредінгер, що після аншлюсу був громадянином Німеччини (себто, ворожої держави), дістав змогу проїхати через Англію й 7 жовтня 1939 року прибув до столиці Ірландії.

### Дублін— Відень (1939—1961)

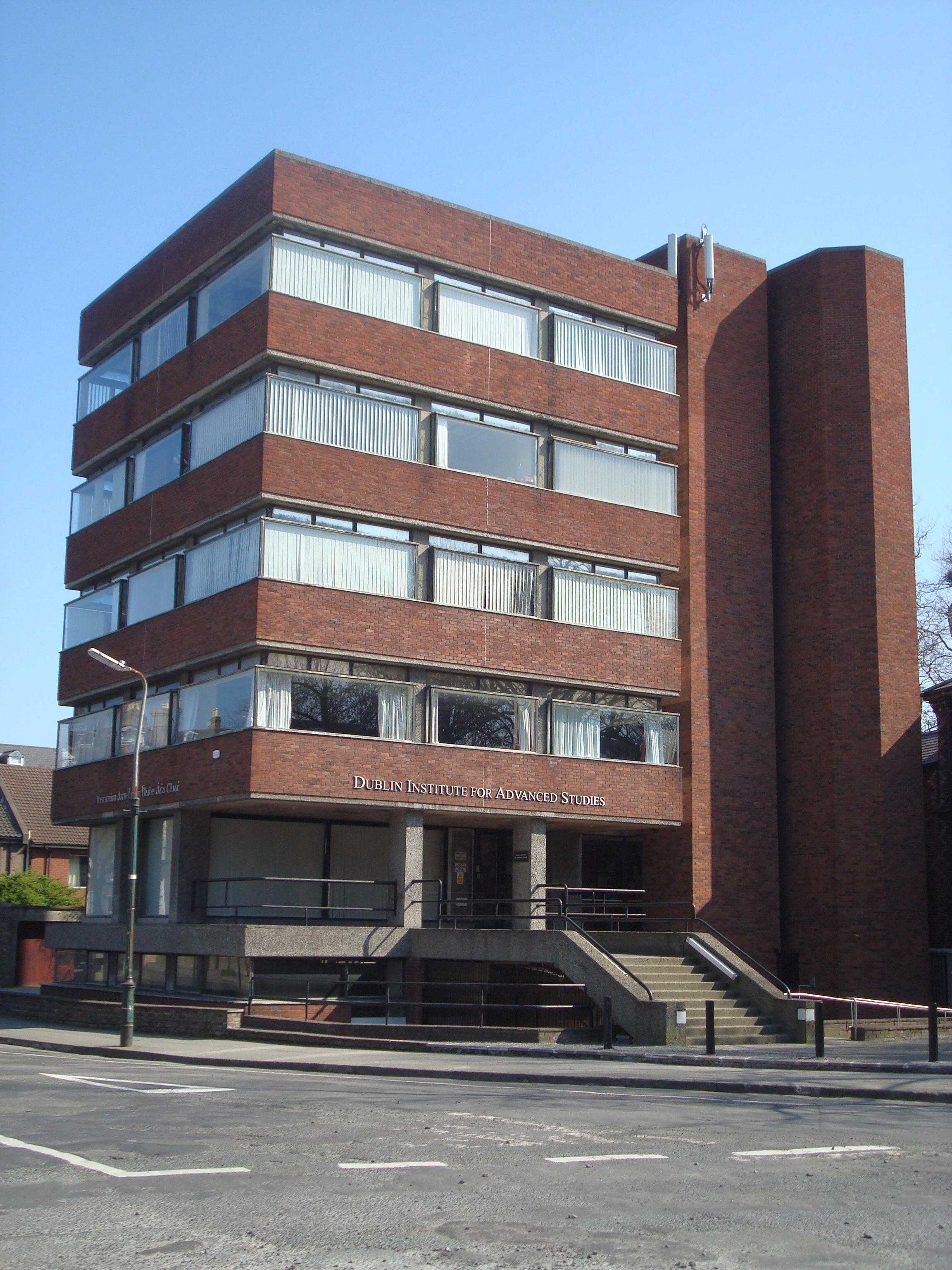
Сучасна будівля Відділення теоретичної фізики Дублінського інституту вищих досліджень

Законодавчий акт про організацію Дублінського інституту вищих досліджень було ухвалено ірландським парламентом у червні 1940 року. Шредінгера, який став першим професором одного з двох первинних відділень інституту — відділення теоретичної фізики (School of Theoretical Physics), було призначено також і першим директором (chairman) цієї установи. Пізніше з'явилися інші співробітники інституту. Серед них були як вже відомі вчені Вальтер Гайтлер, Лайош Яноші і Корнелій Ланцош, так і безліч молодих фізиків. Вони мали можливість повністю сконцентруватися на дослідницькій роботі. Шредінгер організував постійний семінар, читав лекції в Дублінському університеті, ініціював проведення при інституті щорічних літніх шкіл, що відвідувалися провідними фізиками Європи. У роки, проведені в Ірландії, його основними науковими інтересами стали теорія гравітації й питання, що лежать на стику фізики та біології. Він працював на посаді директора Відділення теоретичної фізики в 1940—1945 роках і з 1949 до 1956 року, коли вирішив повернутися на батьківщину.
Хоча після закінчення війни Шредінгер неодноразово отримував пропозиції перебратися до Австрії чи Німеччини, він відхиляв ці запрошення, не бажаючи залишати насиджене місце. Лише після підписання Австрійського державного договору й виведення з країни військ союзників він дав згоду повернутися на батьківщину. На початку 1956 року президент Австрії затвердив постанову про надання вченому персональної посади професора теоретичної фізики Віденського університету. У квітні того ж року Шредінгер повернувся до Відня й урочисто вступив на посаду, прочитавши лекцію в присутності відомих осіб, зокрема президента республіки. Він був вдячний австрійському уряду, який організував його повернення туди, де починалася його кар'єра. Через два роки вчений, що часто хворів, остаточно залишив університет і пішов у відставку. Останні роки життя він мешкав здебільшого в тірольському селі Альпбах. Шредінгер помер внаслідок загострення туберкульозу в одній з віденських лікарень 4 січня 1961 року і був похований в Альпбасі.

### Особисте життя

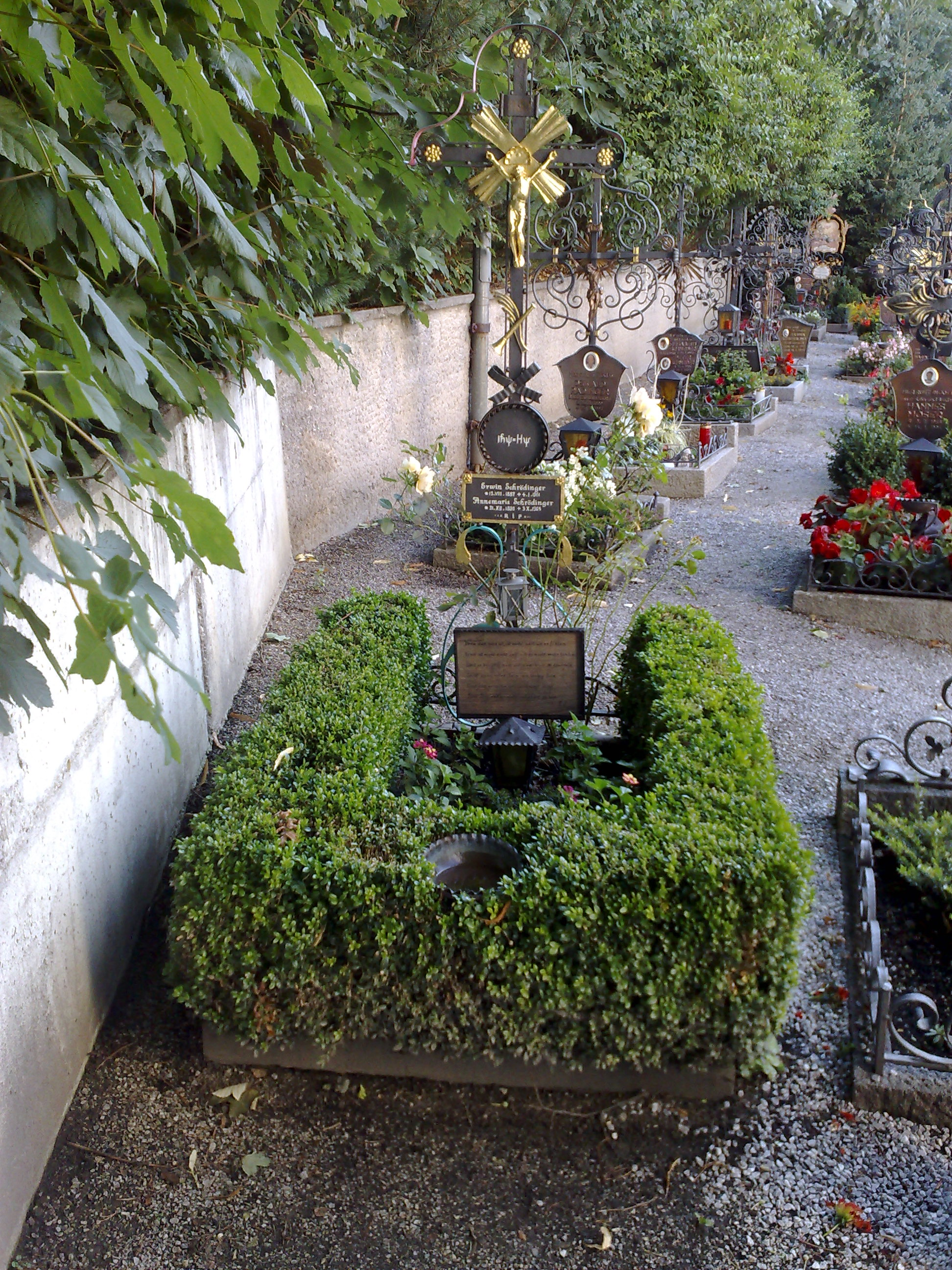
Могила Шредінгера в Альпбасі

З весни 1920 року Шредінгер був одружений з Аннемарі Бертель (Annemarie Bertel) із Зальцбурга, з якою він познайомився влітку 1913 року в Зеегамі, під час проведення дослідів з атмосферної електрики. Цей шлюб протримався до кінця життя вченого, попри регулярні романи подружжя «на стороні». Так, серед коханців Аннемарі були колеги її чоловіка Пауль Евальд і Герман Вейль. Шредінгер, у свою чергу, мав численні романи з молодими жінками, з яких дві були ще підлітками (з однією з них він узимку 1925 року провів в Арозі канікули, протягом яких інтенсивно працював над створенням хвильової механіки). Хоча в Ервіна і Аннемарі не було дітей, відомо про декілька позашлюбних дітей Шредінгера. Мати одного з них, Гільде Марх (Hilde March), дружина Артура Марха, одного з австрійських друзів вченого, стала для Шредінгера «другою дружиною». 1933 року, залишаючи Німеччину, він зміг домовитися про фінансування в Оксфорді не тільки для себе, а й для Мархів; навесні 1934 року Гільде народила від Шредінгера дочку, Рут Георгіну (Ruth Georgine March). Наступного року Мархи повернулися до Інсбрука. Настільки вільні стосунки шокували пуританських мешканців Оксфорда, що було однією з причин дискомфорту, який відчував там Шредінгер. Ще двоє позашлюбних дітей у нього народилося за час перебування в Дубліні. Починаючи з 1940-х років, Аннемарі регулярно лікувалася в стаціонарі через напади депресії.
Біографи й сучасники неодноразово відзначали різнобічність інтересів Шредінгера, його глибокі пізнання в філософії та історії. Він знав шість іноземних мов (крім «гімназійних» давньогрецької та латини, англійську, французьку, іспанську та італійську), читав класичні твори в оригіналі й перекладав їх, писав вірші (1949 року видано його збірку), захоплювався скульптурою.

## Наукова діяльність

### Ранні та експериментальні роботи

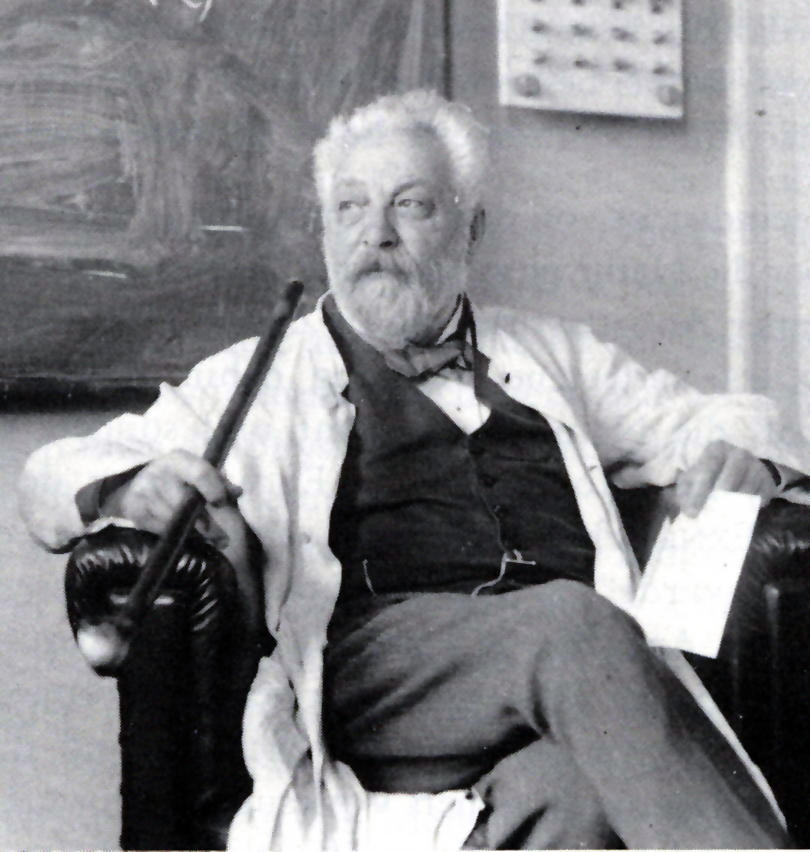
Франц Екснер, науковий керівник Шредінгера

На початку своєї наукової кар'єри Шредінгер здійснював багато теоретичних і експериментальних досліджень, які перебували в руслі інтересів його вчителя Франца Екснера, — електротехніка, атмосферна електрика й радіоактивність, вивчення властивостей діелектриків. Одночасно молодий вчений активно вивчав суто теоретичні питання класичної механіки, теорії коливань, теорії броунівського руху, математичної статистики.
1912 року на прохання укладачів «Довідника з електрики і магнетизму» (Handbuch der Elektrizität und des Magnetismus) він написав велику оглядову статтю «Діелектрики», що було свідченням визнання його робіт у науковому світі. Того ж року Шредінгер дав теоретичну оцінку ймовірного висотного розподілу радіоактивних речовин, потрібних для пояснення спостережуваної радіоактивності атмосфери, а в серпні 1913 року в Зеегамі провів відповідні експериментальні вимірювання, підтвердивши деякі висновки Віктора Франца Гесса про недостатню величину концентрації продуктів розпаду для пояснення виміряної іонізації атмосфери. За цю роботу 1920 року Шредінгера нагородили премією Гайтінгера (Haitinger-Preis) Австрійської академії наук.
Іншими експериментальними дослідженнями, здійсненими молодим ученим 1914 року, були перевірка формули для капілярного тиску в газових бульбашках і вивчення властивостей м'якого бета-випромінювання, що з'являється при падінні гамма-променів на поверхню металу. Останню роботу він виконував спільно зі своїм другом експериментатором Фріцем Кольраушем (нім. Karl Wilhelm Friedrich Kohlrausch). 1919 року Шредінгер виконав свій останній фізичний експеримент (вивчення когерентності променів, що випромінюються під великим кутом один до одного) і надалі зосередився на теоретичних дослідженнях.

### Вчення про колір
Особливу увагу в лабораторії Екснера приділяли вченню про колір, продовженню й розвитку робіт Томаса Юнга, Джеймса Клерка Максвелла і Германа Гельмгольца в цій галузі. Шредінгер вивчав теоретичний бік питання, зробивши важливий внесок у колориметрію. Результати здійсненої роботи виклав у великій статті, опублікованій у журналі Annalen der Physik 1920 року. За основу вчений взяв не плоский колірний трикутник, а тривимірний колірний простір, базисними векторами якого є три основні кольори. Чисті спектральні кольори розташовуються на поверхні деякої фігури (колірного конуса), тоді як її об'єм займають змішані кольори (наприклад, білий). Кожному конкретному кольору відповідає свій радіус-вектор у цьому колірному просторі.
Наступним кроком у напрямку так званої вищої колориметрії було чітке визначення низки кількісних характеристик (таких, як яскравість), щоб мати можливість об'єктивно порівнювати їхні відносні величини для різних кольорів. Для цього Шредінгер, використавши ідею Гельмгольца, запровадив у тривимірному колірному просторі закони ріманової геометрії, найкоротша відстань між двома точками такого простору (по геодезичній лінії) мала слугувати кількісною величиною відмінності двох кольорів. Далі він запропонував конкретну метрику колірного простору, яка дозволяла обчислювати яскравість кольорів в узгодженні з законом Вебера — Фехнера.
У наступні роки Шредінгер присвятив кілька робіт фізіологічним особливостям зору (зокрема, спостережуваним уночі кольорам зір), а також написав великий огляд про зорове сприйняття для чергового видання популярного підручника Мюллера — Пульє (Müller-Pouillet Lehrbuch der Physik). В іншій статті він розглянув еволюцію кольорового зору, спробувавши пов'язати чутливість ока до світла різної довжини хвилі зі спектральним складом сонячного випромінювання. Він вважав, що палички (нечутливі до кольорів рецептори сітківки, відповідальні за сутінковий зір) еволюційно виникли набагато раніше, ніж колбочки (можливо, ще у давніх істот, які мешкали під водою). Ці еволюційні зміни, за його твердженням, можна простежити в будові ока. Завдяки своїм роботам до середини 1920-х років Шредінгер отримав репутацію одного з провідних фахівців із теорії кольору, однак, відтоді його увага була повністю поглинена зовсім іншими проблемами, і в наступні роки він більше не повертався до цієї тематики.

### Статистична фізика

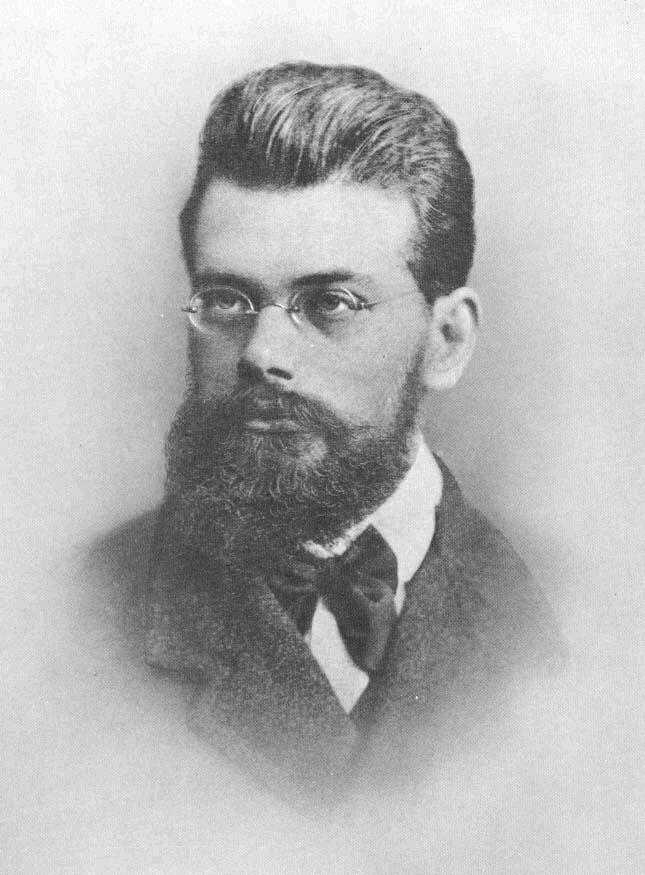
Шредінгер знаходився під великим впливом ідей Людвига Больцмана (на світлині)

Шредінгер, який здобув освіту у Віденському університеті, відчув великий вплив свого відомого краянина Людвіга Больцмана, його робіт і методів. Уже в одній зі своїх перших статей (1912) він застосував методи кінетичної теорії для опису діамагнітних властивостей металів. Хоча ці результати мали лише обмежений успіх і в цілому не могли бути вірними за відсутності правильної квантової статистики для електронів, незабаром Шредінгер вирішив застосувати больцманівський підхід до складнішої задачі — до побудови кінетичної теорії твердого тіла і, зокрема, для опису процесів кристалізації й плавлення. Відштовхуючись від останніх результатів Петера Дебая, австрійський фізик узагальнив рівняння стану для рідини й інтерпретував наявний у ньому параметр (критичну температуру) як температуру плавлення.
Після відкриття 1912 року дифракції рентгенівських променів постало проблема теоретичного опису цього явища і, зокрема, врахування впливу теплового руху атомів на структуру спостережуваних інтерференційних картин. У статті, яку було видано 1914 року, Шредінгер (незалежно від Дебая) розглянув цю задачу в рамках моделі динамічних ґраток Борна — фон Кармана й отримав температурну залежність для розподілу інтенсивності рентгенівських променів за кутами. Цю залежність незабаром було підтверджено експериментально. Ці та інші ранні роботи Шредінгера мали для нього інтерес також з погляду утвердження атомістичної будови речовини та подальшого розвитку кінетичної теорії, яка, на його думку, мала в майбутньому остаточно витіснити моделі неперервних середовищ.
Під час військової служби Шредінгер вивчив проблему термодинамічних флуктуацій і пов'язаних із ними явищ, приділивши особливу увагу роботам Маріана Смолуховского. Після закінчення війни статистична фізика стає однією з основних тем у творчості Шредінгера, їй присвячено найбільшу кількість робіт, написаних ним у першій половині 1920-х років. Так, 1921 року він висловив аргументи про відмінності між ізотопами одного елементу з термодинамічного погляду (так званий парадокс Гіббса), хоча з погляду хімії вони не відрізняються.
У низці статей Шредінгер уточнював або прояснював конкретні результати, отримані його колегами з різних питань статистичної фізики (питома тепломісткість твердих тіл, теплова рівновага між світлом і звуковими хвилями і таке інше). У деяких із цих робіт застосовувалися міркування квантового характеру, наприклад, у статті про питому тепломісткість молекулярного водню або в публікаціях із квантової теорії ідеального (виродженого) газу. Ці роботи передували появі робіт Шатьєндраната Бозе й Альберта Ейнштейна (влітку 1924 року), що заклали основи нової квантової статистики (статистики Бозе — Ейнштейна) і застосували її до розвитку квантової теорії ідеального одноатомного газу.
Шредінгер долучився до вивчення подробиць нової теорії, обговоривши в її світлі питання про визначення ентропії газу. Восени 1925 року, користуючись новим визначенням ентропії Макса Планка, він вивів вирази для квантованих рівнів енергії газу як цілого, а не окремих його молекул. Робота над цією тематикою, спілкування з Планком і Ейнштейном, а також знайомство з новою ідеєю Луї де Бройля про хвильові властивості речовини стали передумовами подальших досліджень, що призвели до створення хвильової механіки. У праці «До ейнштейнівської теорії газу» Шредінгер показав важливість концепції де Бройля для розуміння статистики Бозе — Ейнштейна..
У наступні роки в своїх працях Шредінгер регулярно повертався до питань статистичної механіки й термодинаміки. У дублінський період свого життя він написав кілька робіт з основ теорії ймовірностей, булевої алгебри, застосування статистичних методів до аналізу відліків детекторів космічних променів. У книзі «Статистична термодинаміка» (1946), написаній на основі прочитаного ним курсу лекцій, учений детально розглянув деякі фундаментальні проблеми, яким найчастіше не приділялося достатньої уваги в звичайних підручниках (труднощі визначення ентропії, бозе-конденсація й виродження, енергія нульових коливань у кристалах й електромагнітне випромінювання тощо). Кілька статей Шредінгер присвятив природі другого закону термодинаміки, зворотності фізичних законів у часі, напрям якого він пов'язував зі зростанням ентропії (у своїх філософських творах він вказував, що, можливо, відчуття часу обумовлено самим фактом існування людської свідомості)
.

### Квантова механіка

#### Стара квантова теорія
Уже в перші роки своєї наукової кар'єри Шредінгер познайомився з ідеями квантової теорії, що розвивалася в працях Макса Планка, Альберта Ейнштейна, Нільса Бора, Арнольда Зоммерфельда та інших вчених. Цьому знайомству сприяла робота над деякими проблемами статистичної фізики, проте австрійський учений на той час ще не був ладен відмовитися від традиційних методів класичної фізики. Незважаючи на визнання Шредінгером успіхів квантової теорії, його ставлення до неї було неоднозначним, і він намагався не застосовувати нові підходи з усіма їх неясностями. Значно пізніше, вже після створення квантової механіки, він казав, згадуючи той час:

Старий віденський інститут Людвіґа Больцмана… дав мені змогу пройнятися ідеями цього могутнього розуму. Коло цих ідей стало для мене немов першим коханням у науці, ніщо інше мене так не захоплювало і, мабуть, ніколи вже на захопить. До сучасної теорії атома я наближався дуже повільно. Її внутрішні суперечності звучать як пронизливі дисонанси, порівняно з чистою, невблаганно ясною послідовністю думки Больцмана. Був час, коли я прямо-таки був ладен кинутися навтіки, але, заохочуваний Екснером та Кольраушем, знайшов порятунок у вченні про колір.
— Вступительная речь Э. Шрёдингера в Прусской Академии наук // Избранные труды по квантовой механике / Э. Шрёдингер.. — М. : Наука, 1976. — С. 339.
Перші публікації Шредінгера з атомної теорії й теорії спектрів почали з'являтися лише з початку 1920-х років, після його особистого знайомства з Зоммерфельдом і Вольфґанґом Паулі та переїзду на роботу до Німеччини, яка була центром розвитку нової фізики. У січні 1921 року Шредінгер завершив свою першу статтю з цієї тематики, розглянувши в межах теорії Бора — Зоммерфельда вплив взаємодії електронів на деякі особливості спектрів лужних металів. Особливий інтерес для нього становило запровадження релятивістських міркувань у квантову теорію. Восени 1922 року він проаналізував електронні орбіти в атомі з геометричного погляду, скориставшись методами відомого математика Германа Вейля. Ця робота, в якій було показано, що квантовим орбітам можна зіставити певні геометричні властивості, стала важливим кроком, який передбачав деякі особливості хвильової механіки. Того ж року (раніше) Шредінгер отримав формулу релятивістського ефекту Доплера для спектральних ліній, виходячи з гіпотези світлових квантів і міркувань збереження енергії та імпульсу. Утім, він відчував великі сумніви щодо справедливості останніх міркувань у мікросвіті. Йому була близька ідея його вчителя Екснера про статистичний характер законів збереження, тому він з ентузіазмом сприйняв появу навесні 1924 року статті Бора, Крамерса та Слетера, в якій передбачалася можливість порушення цих законів в окремих атомних процесах (наприклад, у процесах випромінювання). Незважаючи на те, що незабаром експерименти Ганса Гейгера та Вальтера Боте показали несумісність цього припущення з дослідами, ідея енергії як статистичної концепції приваблювала Шредінгера протягом усього життя й обговорювалася ним у деяких доповідях і публікаціях.

#### Створення хвильової механіки
Безпосереднім поштовхом до початку розробки хвильової механіки стало ознайомлення з дисертацією Луї де Бройля (на початку листопада 1925 року), яка містила ідею про хвильові властивості речовини, а також зі статтею Ейнштейна з квантової теорії газів, в якій цитувалася праця французького вченого. Успіх діяльності Шредінгера в цьому напрямку був забезпечений володінням відповідним математичним апаратом, зокрема методикою розв'язку задач на власні значення. Шредінгер зробив спробу узагальнити хвилі де Бройля на випадок взаємодійних частинок, враховуючи, як і французький вчений, релятивістські ефекти. Через деякий час йому вдалося подати енергетичні рівні як власні значення деякого оператора. Однак перевірка для випадку найпростішого атома — атома водню — розчарувала: результати розрахунку не збігалися з експериментальними даними. Пояснюється це тим, що фактично Шредінгер одержав релятивістське рівняння, відоме нині як рівняння Клейна — Гордона, яке справедливе лише для частинок із нульовим спіном (на той час поняття спіну було невідомим). Після такої невдачі вчений залишив цю роботу й повернувся до неї лише через деякий час, виявивши, що його підхід дає задовільні результати в нерелятивістському наближенні.

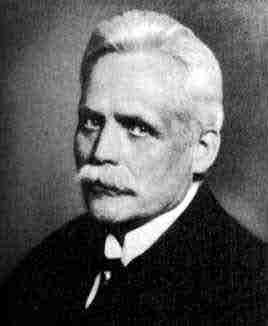
Вільгельм Він, редактор Annalen der Physik в 1907—1928 роках, відразу ж оцінив значення робіт Шредінгера

У першій половині 1926 року редакція журналу Annalen der Physik отримала чотири частини праці Шредінгера «Квантування як задача про власні значення». У першій частині (надійшла до редакції 27 січня 1926), відштовхуючись від оптико-механічної аналогії Гамільтона, автор вивів хвильове рівняння, відоме нині як незалежне від часу (стаціонарне) рівняння Шредінгера, і застосував його для пошуку дискретних енергетичних рівнів атома водню. Основною перевагою свого підходу вчений вважав те, що «квантові правила вже не містять загадкової „вимоги цілочисельності“: вони тепер простежуються, так би мовити, на крок глибше і знаходять обґрунтування в обмеженості й однозначності деякої просторової функції». Ця функція, яка отримала згодом назву хвильової функції, була формально введена як величина, логарифмічно пов'язана з дією системи. У другій частині (надійшла 23 лютого 1926) Шредінгер звернувся до загальних ідей, які лежать в основі його методики. Розвиваючи оптико-механічну аналогію, він узагальнив хвильове рівняння й дійшов висновку про рівність швидкості частинки груповій швидкості хвильового пакета. На думку вченого, в загальному випадку «слід зображати різноманіття можливих процесів, виходячи з хвильового рівняння, а не з основних рівнянь механіки, які для пояснення сутності мікроструктури механічного руху настільки ж непридатні, як і геометрична оптика для пояснення дифракції». Насамкінець Шредінгер використав свою теорію для розв'язання деяких конкретних задач, зокрема задачі про гармонічний осцилятор, отримавши розв'язок, що узгоджується з результатами матричної механіки Гейзенберга.
У вступі до третьої частини статті (надійшла 10 травня 1926 року) вперше з'явився термін «хвильова механіка» (Wellenmechanik) для позначення розробленого Шредінгером підходу. Узагальнюючи метод, розроблений лордом Релеєм у теорії акустичних коливань, австрійський вчений розробив спосіб отримання в межах своєї теорії наближених розв'язків складних задач, відомий як теорія незалежних від часу збуджень. Цей метод він застосував для опису ефекту Штарка для атома водню й отримав добру узгодженість з експериментальними даними. У четвертій частині (надійшла 21 червня 1926) вчений сформулював рівняння, пізніше назване нестаціонарним рівнянням Шредінгера, і застосував його для розвитку теорії збурень, залежних від часу. Як приклад він розглянув проблему дисперсії і висвітлив пов'язані з нею питання. Зокрема, він дійшов висновку, що у разі періодичного в часі потенціалу збурення, у вторинному випромінюванні наявні комбінаційні частоти. У цій же роботі було подано релятивістське узагальнення основного рівняння теорії, яке було отримано Шредінгером ще на початковому етапі роботи (рівняння Клейна — Гордона).

#### Зв'язок з матричною механікою

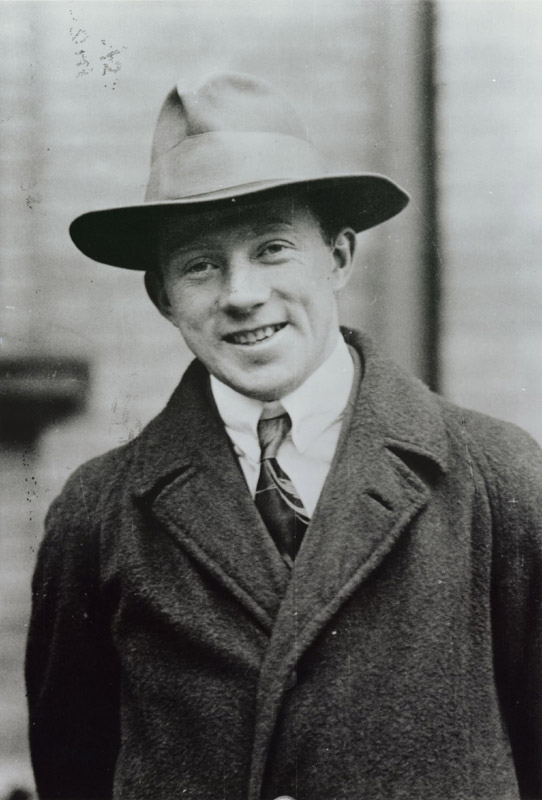
Вернер Гейзенберг, творець матричної механіки

Робота Шредінгера відразу ж після своєї появи привернула увагу провідних фізиків світу. Її з захопленням зустріли такі науковці як Ейнштейн, Планк і Зоммерфельд. Здавалося несподіваним, що опис за допомогою неперервних диференціальних рівнянь давав ті ж результати, що й матрична механіка з її незвичним і складним алгебраїчним формалізмом та опорою на відому з досвіду дискретність спектральних ліній. Хвильова механіка, близька за духом до класичної механіки суцільних середовищ, багатьом вченим здавалася кращою. Зокрема, сам Шредінгер критично висловлювався про матричну теорію Гейзенберга: «Звичайно, я знав про його теорії, однак мене відлякували, якщо не сказати — відштовхували, методи трансцендентної алгебри, що здавалися мені дуже важкими, і відсутність будь-якої наочності». Все ж, Шредінгер був переконаний в еквівалентності формалізмів хвильової й матричної механіки. Доказ цієї еквівалентності він подав у статті «Про стосунок квантової механіки Гейзенберга — Борна — Йордана до моєї», отриманої редакцією Annalen der Physik 18 березня 1926. Він довів, що будь-яке рівняння хвильової механіки можна подати в матричній формі і, навпаки, від заданих матриць можна перейти до хвильових функцій. Незалежно зв'язок між двома формами квантової механіки був встановлено Карлом Еккартом і Вольфгангом Паулі.
Значення хвильової механіки Шредінгера було відразу ж усвідомлено науковою спільнотою, і вже в перші місяці після появи основоположних робіт у різних університетах Європи та Америки розгорнулася діяльність з вивчення й застосування нової теорії до різних задач. Пропаганді ідей хвильової механіки сприяли виступи Шредінгера на засіданнях Німецького фізичного товариства в Берліні й Мюнхені влітку 1926 року, а також велике турне Америкою (грудень 1926 — квітень 1927 року). Під час тієї подорожі він прочитав 57 лекцій у різних наукових установах США.

#### Інтерпретація хвильової функції
Незабаром після появи фундаментальних статей Шредінгера викладений у них зручний і послідовний формалізм почав широко застосовуватися для розв'язання найрізноманітніших задач квантової теорії. Однак сам формалізм у той час ще не був досить ясний. Одним із головних питань, поставлених основоположною роботою Шредінгера, було питання про те, що ж коливається в атомі, тобто проблема сенсу і властивостей хвильової функції. У першій частині своєї статті він вважав її дійсною, однозначною й усюди двічі диференційовною функцією, однак в останній частині припустив для неї можливість комплексних значень. Квадрат модуля цієї функції він трактував як міру розподілу густини електричного заряду у просторі. Вчений вважав, що тепер частинки можна наочно уявляти як хвильові пакети, належним чином складені з набору власних функцій, і, таким чином, повністю відмовитися від корпускулярних уявлень. Неможливість такої інтерпретації стала зрозумілою дуже швидко: у загальному випадку хвильові пакети неминуче розпливаються, що суперечить вочевидь корпускулярній поведінці частинок в експериментах із розсіювання електронів. Розв'язок проблеми було дано Максом Борном, який запропонував ймовірнісну інтерпретацію хвильової функції.

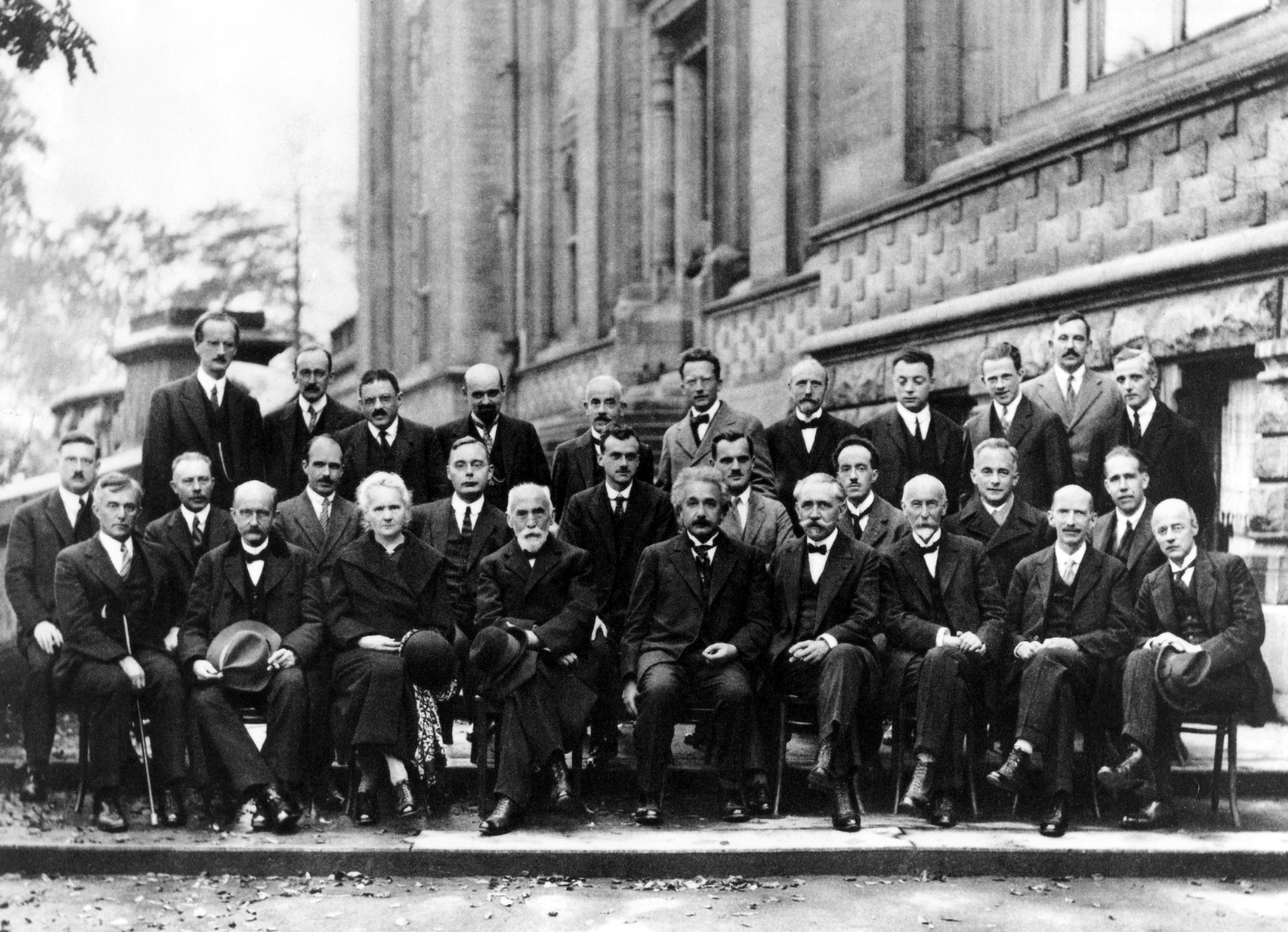
Учасники Сольвеївського конгресу 1927 року, на якому обговорювалися проблеми інтерпретації квантової механіки. Шредінгер стоїть посередині в задньому ряду

Для Шредінгера така статистична інтерпретація, що суперечила його уявленням про реальні квантовомеханічні хвилі, була абсолютно неприйнятна, бо залишала квантові стрибки та інші елементи розривності, яких він хотів позбутися. Найбільш яскраво неприйняття вченим нового трактування його результатів виявилося в дискусіях із Нільсом Бором, що відбулися в жовтні 1926 року під час відвідин Шредінгером Копенгагена. Вернер Гейзенберг, свідок цих подій, пізніше писав:
| Дискусія між Бором і Шредінгером почалася на вокзалі в Копенгагені й продовжувалася щоденно з раннього ранку до пізньої ночі. Шредінгер зупинився в будинку Бора, тому вже за суто зовнішніми обставинами в суперечці не могло бути жодної перерви… Через кілька днів Шредінгер захворів, ймовірно, через надзвичайне перенапруження; гарячка й застуда змусили його лягти в ліжко. Фрау Бор доглядала його, приносила чай і солодощі, але Нільс Бор сидів на краю ліжка й переконував Шредінгера: «Ви все ж повинні зрозуміти, що…»… До справжнього взаєморозуміння тоді було годі дійти, оскільки жодна з сторін не могла запропонувати повної та цілісної інтерпретації квантової механіки. — В. Гейзенберг. Часть и целое. — М. : Наука, 1989. — С. 201—203. |

Така інтерпретація, в основу якої лягли борнове ймовірнісне трактування хвильової функції, принцип невизначеності Гейзенберга та принцип доповнюваності Бора, була сформульована 1927 року й отримала популярність під назвою копенгагенської інтерпретації. Однак Шредінгер так і не зміг її прийняти й до кінця життя відстоював необхідність наочного подання хвильової механіки. Втім, за результатами візиту до Копенгагена він зазначав, що, попри всі наукові розбіжності, «взаємини з Бором [з яким він не був знайомий раніше] і особливо з Гейзенбергом … були абсолютно, безхмарно дружніми й сердечними».

#### Застосування квантової механіки
Після завершення формалізму хвильової механіки Шредінгер зміг отримати за його допомогою низку важливих прикладних результатів. Уже до кінця 1926 року він використав свою методику для наочного опису ефекту Комптона, а також зробив спробу об'єднання квантової механіки і електродинаміки. Відштовхуючись від рівняння Клейна — Гордона, Шредінгер отримав вираз для тензора енергії-імпульсу і відповідний закон збереження для об'єднаних хвиль матерії та електромагнітних хвиль. Однак ці результати, як і початкове рівняння, виявилися непридатними для електрона, оскільки не врахували його спін (це було зроблено пізніше Полем Діраком, який отримав своє відоме рівняння). Лише через багато років стало зрозуміло, що отримані Шредінгером результати справедливі для частинок із нульовим спіном, наприклад мезонів. 1930 року він отримав узагальнений вираз співвідношення невизначеностей Гейзенберга для будь-якої пари спостережуваних фізичних величин. Того ж року він уперше проінтегрував рівняння Дірака для вільного електрона, і дійшов висновку, що його рух складається з прямолінійного рівномірного руху та високочастотного вібраційного руху малої амплітуди (цітербевегунг). Це явище пояснюється інтерференцією частин відповідного електрону хвильового пакета, що стосуються додатних та від'ємних значень енергії. У 1940—1941 роках Шредінгер детально розробив у рамках хвильової механіки (тобто подання Шредінгера) метод факторизації для розв'язання задач на власні значення. Суть цього підходу полягає в поданні гамільтоніана системи як добутку двох операторів.

#### Критика копенгагенської інтерпретації

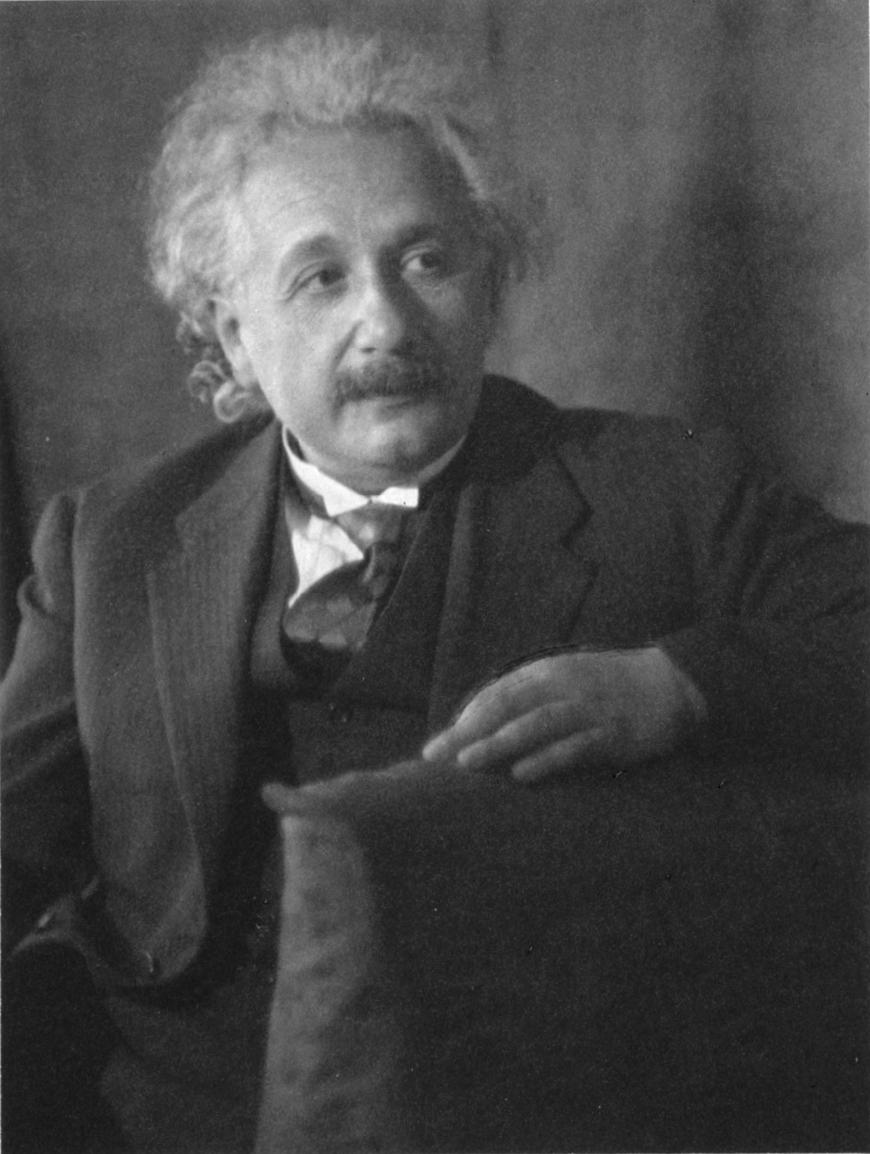
Альберт Ейнштейн був другом і постійним кореспондентом Шредінгера

До критики різних аспектів копенгагенської інтерпретації Шредінгер не раз повертався з кінця 1920-х років, обговорював ці проблеми з Ейнштейном, з яким вони були на той час колегами в Берлінському університеті. Їхнє спілкування на цю тему продовжилося в наступні роки через листування, яке активізувалося 1935 року після виходу відомої статті Ейнштейна — Подольського — Розена (ЕПР) про неповноту квантової механіки. В одному з листів до Ейнштейна (від 19 серпня 1935 року), а також у статті, надісланій 12 серпня до журналу Naturwissenschaften, було вперше подано уявний експеримент, який набув популярності як парадокс «кота Шредінгера». Суть цього парадоксу, за Шредінгером, полягала в тому, що невизначеність на атомному рівні здатна привести до невизначеності в макроскопічному масштабі («суміш» живого і мертвого кота). Це не відповідає вимозі визначеності станів макрооб'єктів незалежно від того, чи здійснюються спостереження за ними, а, отже,«перешкоджає нам прийняти таким наївним чином „модель розмитості“ [тобто стандартну інтерпретацію квантової механіки] як картину реальності». Ейнштейн бачив у цьому уявному експерименті вказівку на те, що хвильова функція описує статистичний ансамбль систем, а не окрему мікросистему. Шредінгер не погоджувався, вважаючи, що хвильова функція має безпосередній стосунок до реальності, а не до її статистичного опису. У тій же статті він піддав аналізу й інші аспекти квантової теорії (наприклад, проблему вимірювання) і дійшов висновку, що квантова механіка «поки всього лише зручний трюк, який, однак, має … надзвичайно великий вплив на наші фундаментальні погляди на природу». Подальші роздуми над ЕПР-парадоксом привели Шредінгера до складної проблеми квантової заплутаності (нім. Verschränkung, англ. Entanglement). Йому вдалося довести загальну математичну теорему, що після поділу системи на частини їхня загальна хвильова функція не є простим добутком функцій окремих підсистем. На думку Шредінгера, така поведінка квантових систем є суттєвим недоліком теорії та приводом для її поліпшення. Хоча аргументи Ейнштейна й Шредінгера не змогли похитнути позиції прихильників стандартної інтерпретації квантової механіки, представлених насамперед Бором і Гайзенберґом, вони стимулювали з'ясування деяких принципово важливих її аспектів і навіть привели до обговорення філософської проблеми фізичної реальності.
1927 року Шредінгер запропонував так звану резонансну концепцію квантових взаємодій, засновану на гіпотезі про неперервний обмін енергією між квантовими системами з близькими власними частотами. Однак ця ідея, незважаючи на всі надії автора, не могла змінити уявлення про стаціонарні стани та квантові переходи. 1952 року в статті «Чи існують квантові стрибки?» він повернувся до резонансної концепції, піддавши критиці ймовірнісну інтерпретацію. У докладній відповіді на зауваження, що містилися в цій роботі, Макс Борн прийшов до наступного висновку:

…я хотів би сказати, що вважаю хвильову механіку Шредінгера одним із найчудовіших досягнень за всю історію теоретичної фізики… Я далекий від того, щоб сказати, що відома сьогодні інтерпретація досконала й остаточна. Я вітаю напади Шредінгера на вдоволену байдужість багатьох фізиків, які приймають сучасну інтерпретацію просто тому, що вона працює, не бентежачись щодо точності обґрунтувань. Втім, я не вважаю, що стаття Шредінгера дала позитивний внесок у розв'язання філософських складнощів.
— М. Борн. Интерпретация квантовой механики // Физика в жизни моего поколения / М. Борн.. — М. : Изд-во иностр. лит-ры, 1963. — С. 255, 265.

### Електромагнетизм і загальна теорія відносності
Шредінгер познайомився з працями Ейнштейна з загальної теорії відносності (ЗТВ) в Італії, на березі Трієстської затоки, де розташовувалася його військова частина під час Першої світової війни. Він детально розібрався в математичному формалізмі (тензорне числення) і фізичному сенсі нової теорії і вже 1918 року опублікував дві невеликі праці з власними результатами, зокрема взявши участь у дискусії про енергію гравітаційного поля в рамках ЗТВ. Вчений повернувся до загальнорелятивістської тематики лише на початку 1930-х років, коли зробив спробу розглянути поведінку хвиль матерії у викривленому просторі-часі. Найплідніший для Шредінгера період досліджень гравітації припав на час роботи в Дубліні. Зокрема, він отримав кілька конкретних результатів в рамках космологічної моделі де Сіттера, зокрема, вказав на процеси народження речовини в такій моделі Всесвіту. У 1950-і роки він написав дві книги з питань ЗТВ і космології — «Просторово-часова структура» (1950) і «Розширення Всесвіту» (1956).

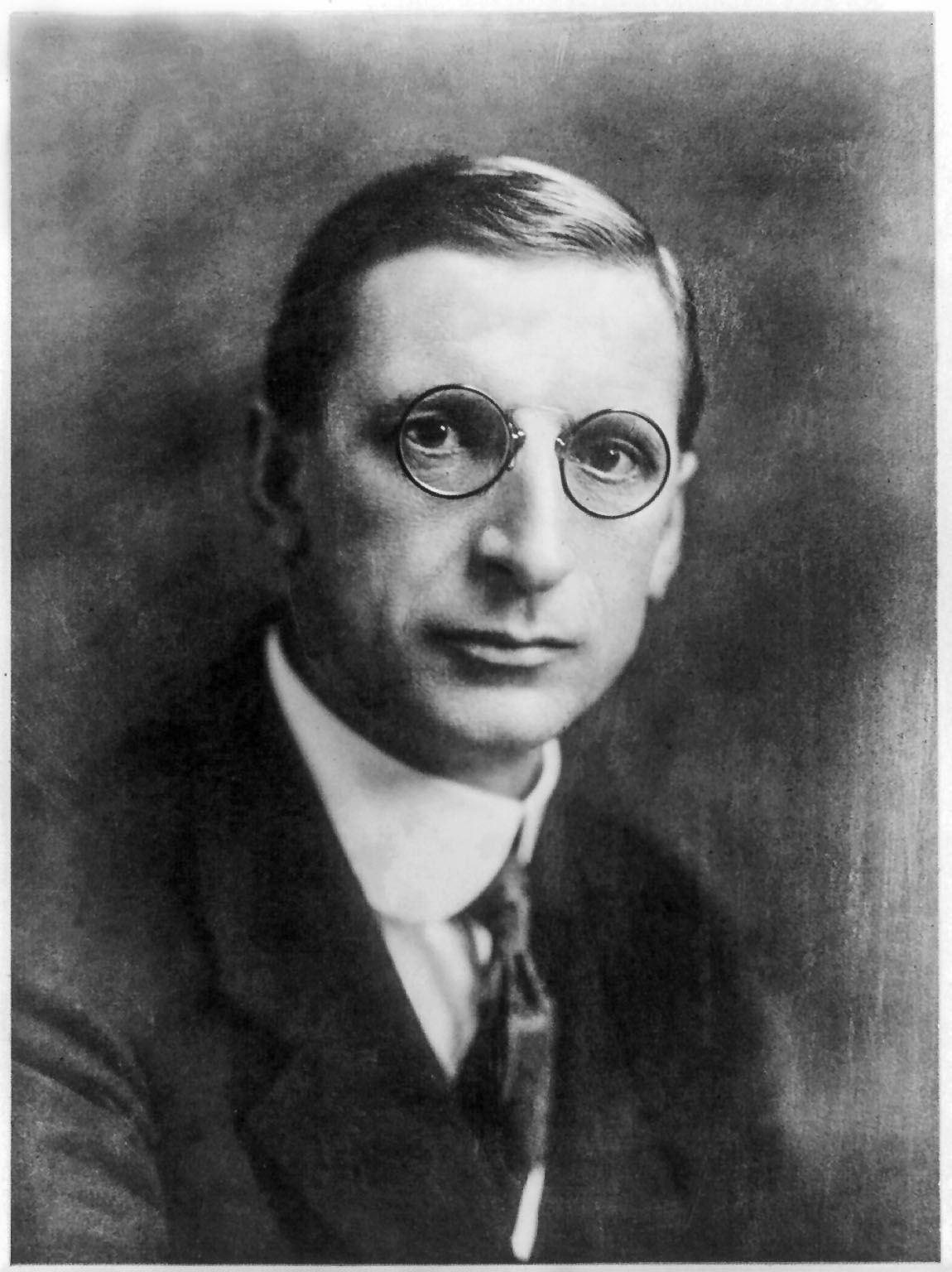
Імон де Валера, ініціатор запрошення Шредінгера в Дублін

Іншим напрямком роботи Шредінгера були спроби створення єдиної теорії поля шляхом об'єднання теорії гравітації й електродинаміки. Цій діяльності безпосередньо передувало, починаючи з 1935 року, вивчення австрійським ученим можливості нелінійного узагальнення рівнянь Максвелла. Метою цього узагальнення, вперше проведеного Густавом Мі (1912), а потім Максом Борном і Леопольдом Інфельдом (1934), було обмеження величини електромагнітного поля на малих відстанях, що мало б забезпечити скінченне значення власної енергії заряджених частинок. Електричний заряд в рамках такого підходу трактується як внутрішня властивість електромагнітного поля. З 1943 року Шредінгер продовжив спроби Вейля, Ейнштейна і Артура Еддінгтона вивести єдине польове рівняння з принципу найменшої дії шляхом правильного вибору виду лагранжіану в межах афінної геометрії. Обмежуючись, як і його попередники, суто класичним розглядом, Шредінгер запропонував ввести третє поле, яке повинно було компенсувати труднощі об'єднання гравітації та електромагнетизму, представленого у формі Борна — Інфельда. Це третє поле він пов'язував із ядерними силами, носієм яких у той час вважалися гіпотетичні мезони. Зокрема, введення в теорію третього поля дозволяло зберегти її калібрувальну інваріантність. 1947 року Шредінгер зробив іншу спробу об'єднати електромагнітне і гравітаційне поля, підібравши нову форму лагранжіана й вивівши нові польові рівняння. Ці рівняння містили зв'язок між електромагнетизмом і гравітацією, яка, на думку вченого, могла б відповідати за генерацію магнітних полів обертовими масами, наприклад, Сонцем або Землею. Проблема, однак, полягала в тому, що рівняння не дозволяли повернутися до суто електромагнітного поля «вимкнувши» тяжіння. Попри великі зусилля, численні проблеми, що постали перед теорією, так і не вдалося вирішити. Шредінгер, як і Ейнштейн, не досяг успіху в створенні єдиної теорії поля шляхом геометризації класичних полів і до середини 1950-х років залишив цю діяльність. За словами Отто Гітмайра (Otto Hittmair), одного з дублінських співробітників Шредінгера, «великі надії змінилися виразним розчаруванням у цей період життя великого вченого».

### «Що таке життя?»
Створення квантової механіки дозволило закласти надійні теоретичні основи хімії, за допомогою яких було отримано сучасне пояснення природи хімічного зв'язку. Розвиток хімії, в свою чергу, справив глибокий вплив на формування молекулярної біології. Відомий учений Лайнус Полінг писав у зв'язку з цим:

На мій погляд, буде справедливо сказати, що Шредінгер, сформулювавши своє хвильове рівняння, несе основну відповідальність за сучасну біологію.
Оригінальний текст (англ.)
It is accordingly justified, in my opinion, to say that Schrödinger, by formulating his wave equation, is basically responsible for modern biology.

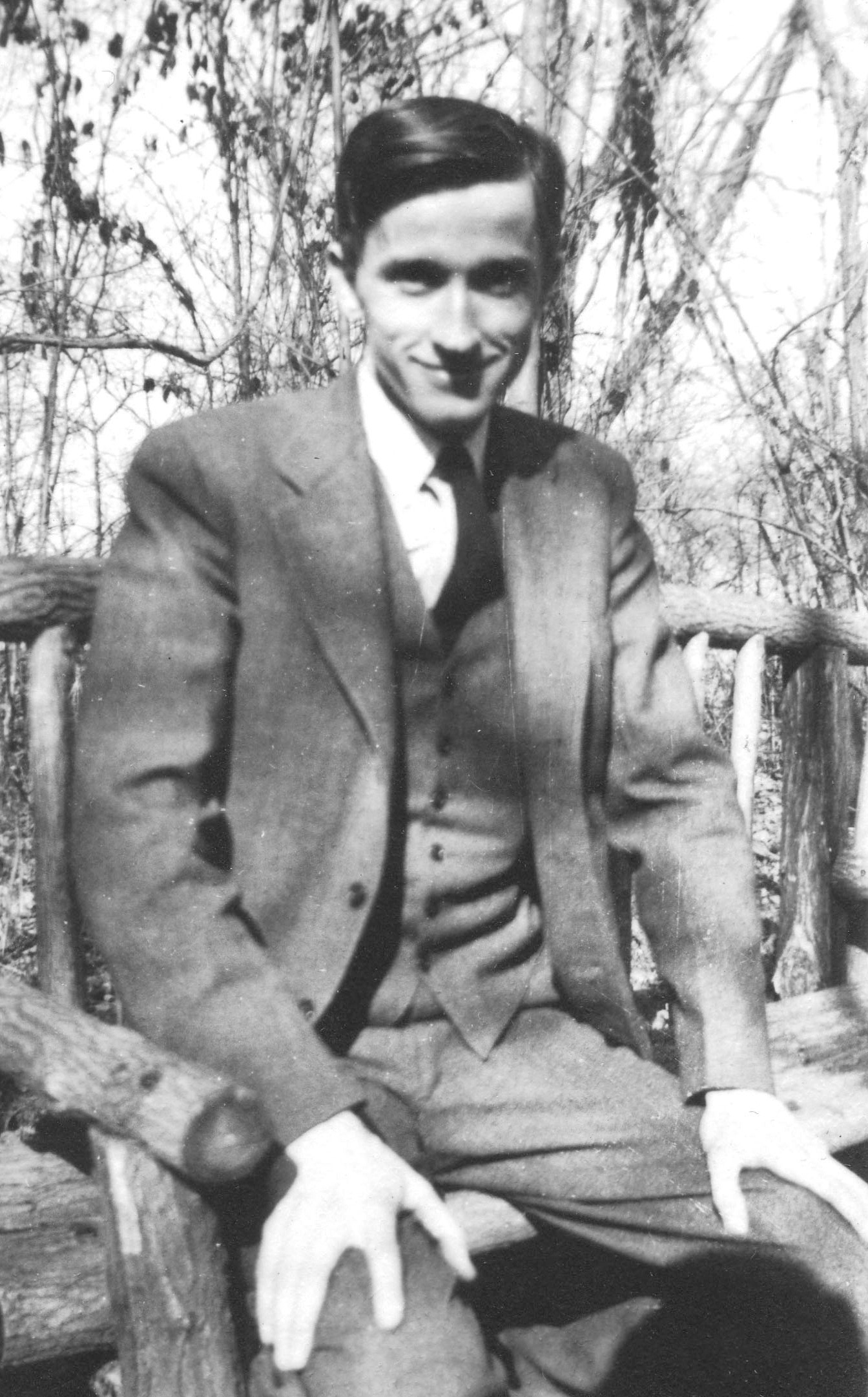
Молодий фізик Макс Дельбрюк захопився біологією під впливом ідей Нільса Бора

Безпосередній внесок Шредінгера в біологію пов'язаний із його книгою «Що таке життя?» (1944), заснованій на лекціях, які були прочитані в дублінському Триніті-коледжі в лютому 1943 року. Ці лекції і книга були створені під враженням від статті Миколи Тимофєєва-Ресовського, Карла Циммера та Макса Дельбрюка, опублікованої 1935 року й переданої Шредінгеру на початку 1940-х років Паулем Евальдом. Ця стаття присвячена вивченню генетичних мутацій, які виникають під дією рентгенівського й гамма-випромінювання, для пояснення яких авторами була розвинена теорія мішеней. Хоча на той час ще не була відома генна природа спадковості, вивчення проблеми мутагенезу з погляду атомної фізики дозволило виявити деякі загальні закономірності цього процесу. Роботу Тимофеєва — Циммера — Дельбрюка було покладено Шредінгером в основу його книги, яка привернула широку увагу молодих фізиків. Деякі з них (наприклад, Моріс Вілкінс) під її впливом вирішили вивчати молекулярну біологію.
Перші кілька розділів книги «Що таке життя?» присвячені огляду відомостей про механізми спадковості й мутації, зокрема ідей Тимофеєва, Циммера і Дельбрюка. Останні два розділи містять власні думки Шредінгера про природу життя. В одній з них автор запровадив концепцію негативної ентропії (можливо, ще від Больцмана), яку живі організми мають отримувати з навколишнього світу, щоб компенсувати зростання ентропії, що приводить їх до термодинамічної рівноваги і, отже, смерті. У цьому, згідно зі Шредінгером, полягає одна з головних відмінностей життя від неживої природи. На думку Полінга, поняття про негативну ентропію, сформульоване в роботі Шредінгера без належної строгості й чіткості, практично нічого не додає до нашого розуміння феномена життя. Френсіс Саймон незабаром після виходу книги вказав, що вільна енергія має відігравати значно більшу роль для організмів, ніж ентропія. У наступних виданнях Шредінгер урахував це зауваження, зазначивши важливість вільної енергії, проте все ж залишив без змін міркування про ентропію у цьому, за висловом нобелівського лауреата Макса Перуц, «розділі, що вводить в оману».
В останньому розділі Шредінгер повернувся до своєї думки, що проходить через усю книгу, і полягає в тому, що механізм функціонування живих організмів (їх точна відтворюваність) не узгоджується з законами статистичної термодинаміки (випадковість на молекулярному рівні). На думку Шредінгера, відкриття генетики дозволяють зробити висновок, що в ній немає місця ймовірнісним законам, яким підпорядковується поведінка окремих молекул; вивчення живої матерії, таким чином, може привести до якихось нових некласичних (але детерміністичних) законів природи. Для розв'язання цієї проблеми Шредінгер звернувся до своєї гіпотези про гени, як аперіодичний одновимірний кристал, що є продовженням роботи Дельбрюка (останній писав про полімери). Можливо, саме молекулярний аперіодичний кристал, в якому записана «програма життя», дозволяє уникнути труднощів, пов'язаних із тепловим рухом і статистичним безладом. Однак, як довів подальший розвиток молекулярної біології, для розвитку цієї галузі знання було достатньо вже відомих законів фізики та хімії: труднощі, про які міркував Шредінгер, вирішуються за допомогою принципу комплементарності та ферментативного каталізу, що дозволяє напрацьовувати великі кількості тієї чи іншої речовини. Визнаючи роль книги «Що таке життя?» у справі популяризації ідей генетики, Макс Перуц, однак, дійшов наступного висновку:

…уважне вивчення його [Шредінгера] книги й пов'язаної літератури показало мені, що те, що було правильним у його книзі, не було оригінальним, а більша частина оригінального не було правильною і це було відомо під час написання книги. Більше того, книга ігнорує деякі вирішальні відкриття, які були опубліковані перед тим, як вона потрапила до друку.
Оригінальний текст (англ.)
…a close study of his book and of the related literature has shown me that what was true in his book was not original, and most of what was original was known not to be true even when the book was written. Moreover, the book ignores some crucial discoveries that were published before it went into print.

## Філософські погляди

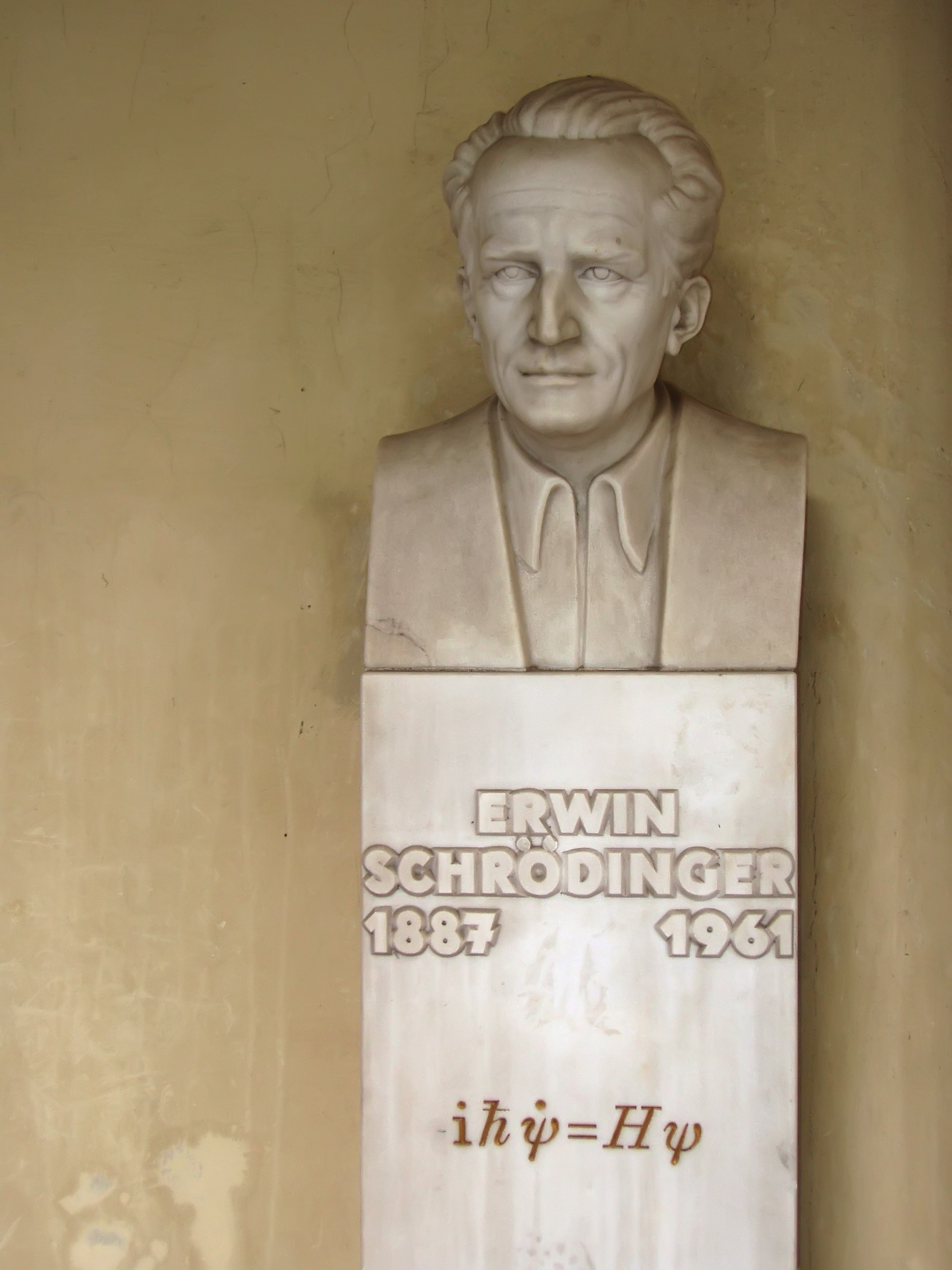
Бюст Шредінгера, встановлений у дворі аркади головної будівлі Віденського університету (Скульптор: Фердинанд Вельц, 1984)

1960 року Шредінгер згадував про часи після закінчення Першої світової війни:
| Я мав намір викладати теоретичну фізику, взявши за зразок чудові лекції мого улюбленого вчителя Фріца Газереля, який загинув на війні. Щодо іншого, я вважав, що вивчатиму філософію. У той час я заглибився у вивчення праць Спінози, Шопенгауера, Ріхарда Земона та Ріхарда Авенаріуса… Нічого з цього не вийшло. Я був змушений залишитися з теоретичною фізикою, і на мій подив, із цього іноді щось виходило. — Э. Шрёдингер. Мой взгляд на мир. — М. : Либроком, 2009. — С. 7. |

Лише після переїзду до Дубліна він зміг приділити досить уваги філософським питанням. Ним написано кілька праць не лише з філософських проблем науки, а й загальнофілософського характеру — «Наука й гуманізм» (1952), «Природа й греки» (1954), «Розум і матерія» (1958), «Мій погляд на світ» (твір, завершений ним незадовго до смерті). Особливу увагу приділяв Шредінгер античній філософії, яка приваблювала його своєю єдністю і тим значенням, яке вона могла зіграти для розв'язання проблем сучасності. У зв'язку з цим він писав:
| За допомогою серйозної спроби повернутися в інтелектуальне середовище античних мислителів, які набагато менше знали те, що стосується справжньої поведінки природи, але які були також часто набагато менш упередженими, ми можемо знову віднайти свободу думки, хоча б, можливо, для того, щоб використовувати її, із нашим кращим знанням фактів, для виправлення їхніх ранніх помилок, які все ще можуть завести нас у глухий кут. — Э. Шрёдингер. Природа и греки. — Ижевск : РХД, 2001. — С. 18. (рос.) |

У своїх працях, звертаючись також до спадщини індійської та китайської філософії, Шредінгер намагався з єдиних позицій поглянути на науку й релігію, людське суспільство й проблеми етики. Проблема єдності становила один з основних мотивів його філософської творчості. У роботах, які можна віднести до філософії науки, він вказував на тісний зв'язок науки з розвитком суспільства й культури в цілому, обговорював проблеми теорії пізнання, брав участь у дискусіях з проблеми причинності й модифікації цього поняття у світлі нової фізики. Обговоренню та аналізу конкретних аспектів філософських поглядів Шредінгера з різних питань присвячено кілька книг і збірників статей. Хоча Карл Поппер називав його ідеалістом, в своїх роботах Шредінгер послідовно відстоював можливість об'єктивного вивчення природи:

Широко поширена вчена думка, що об'єктивну картину світу, як її розуміли раніше, взагалі отримати неможливо. Тільки оптимісти серед нас (до яких я зараховував себе) вважають, що це — філософська екзальтація, ознака остраху перед обличчям кризи.

## Нагороди та членства
- Премія Гайтінгера (1920)
- Медаль Маттеуччі (1927)
- Медаль Макса Планка (1937)
- Орден «За заслуги перед Федеративною Республікою Німеччина»
- Премія Ервіна Шредінгера (1956)
- Австрійський почесний знак «За науку та мистецтво» (1957)
- Член Австрійської академії наук, Прусської академії наук (1929), Академії наук СРСР (1934, член-кореспондент з 1928), Лондонського королівського товариства (1949), Папської академії наук (1937), Ірландської королівської академії (1940), Іспанської королівської академії наук

## Вшанування пам'яті
- Ім'я Шредінгера носить один з кратерів на Місяці, місячна долина (Vallis Schrödinger) і астероїд головного поясу 13092 Шредінгер, відкритий 24 вересня 1992 року.
- У фізиці його ім'ям названо квантовий парадокс кіт Шредінгера.
- 1983 року в Австрії було випущено банкноти вартістю в 1000 шилінгів із портретом Шредінгера. Вони перебували в обігу до переходу країни на євро.
- Ім'я Шредінгера носять одна з віденських площ (Schrödingerplatz), будівля центральної природничої бібліотеки Берлінського університету (Erwin-Schrödinger-Zentrum), заснований 1993 року віденський Інститут математичної фізики (Erwin-Schrödinger-Institut für Mathematische Physik[en]).
- 1956 року Австрійська академія наук започаткувала премію імені Ервіна Шредінгера (Erwin Schrödinger-Preis[de]), першим лауреатом якої став він сам. Всесвітня асоціація теоретичної та обчислювальної хімії (World Association of Theoretical and Computational Chemists[en]) вручає медаль Шредінгера «видатному хіміку-обчислювачу, який раніше не вшановувався цією нагородою»[67].

## Праці

### Книги
- E. Schrödinger. Abhandlungen zur Wellenmechanik. — Leipzig, 1927. (нім.)
- E. Schrödinger. Vier Vorlesungen über Wellenmechanik. — Berlin, 1928. (нім.)
- E. Schrödinger. Über Indeterminismus in der Physik. Zwei Vorträge zur Kritik der naturwissenschaftlichen Erkenntnis. — Leipzig, 1932. (нім.)
- E. Schrödinger. What is Life? The Physical Aspect of the Living Cell. — Cambridge : University Press, 1944. (англ.)
- E. Schrödinger. Statistical Thermodynamics. — Cambridge : University Press, 1946. (англ.)
- E. Schrödinger. Gedichte. — Bonn, 1949. (нім.) — томик поезії Шредінгера
- E. Schrödinger. Space-Time Structure. — Cambridge : University Press, 1950. (англ.)
- E. Schrödinger. Science and Humanism. — Cambridge : University Press, 1952. (англ.)
- E. Schrödinger. Nature and the Greeks. — Cambridge : University Press, 1954. (англ.)
- E. Schrödinger. Expanding Universes. — Cambridge : University Press, 1956. (англ.)
- E. Schrödinger. Mind and Matter. — Cambridge : University Press, 1958. (англ.)
- E. Schrödinger. Meine Weltansicht. — Wien, 1961. (нім.)

### Основні наукові статті німецькою
- E. Schrödinger. Studien über Kinetik der Dielektrika, den Schmelzpunkt, Pyround Piezoelektrizität // Sitzungsberichte der Akademie der Wissenschaften der Wien. — 1912. — Vol. 121. — P. 1937–1973.
- E. Schrödinger. Über die Schärfe der mit Röntgenstrahlen erzeugten Interferenzbilder // Physikalische Zeitschrift. — 1914. — Vol. 15. — P. 79–86.
- E. Schrödinger. Grundlinien einer Theorie der Farbenmetrik im Tagessehen (Erste Mitteilung) // Annalen der Physik. — 1920. — Vol. 368 (63). — P. 397–426.
- E. Schrödinger. Grundlinien einer Theorie der Farbenmetrik im Tagessehen (Zweite Mitteilung) // Annalen der Physik. — 1920. — Vol. 368 (63). — P. 427–456.
- E. Schrödinger. Grundlinien einer Theorie der Farbenmetrik im Tagessehen (Dritte Mitteilung) // Annalen der Physik. — 1920. — Vol. 368 (63). — P. 481–520.
- E. Schrödinger. Über eine bemerkenswerte Eigenschaft der Quantenbahnen eines einzelnen Elektrons // Zeitschrift für Physik. — 1922. — Vol. 12. — P. 13–23.
- E. Schrödinger. Quantisierung als Eigenwertproblem (Erste Mitteilung) // Annalen der Physik. — 1926. — Vol. 384 (79). — P. 361–376. Російський переклад: Э. Шрёдингер. Квантование как задача о собственных значениях (первое сообщение) // УФН. — 1977. — Т. 122. — С. 621–632.
- E. Schrödinger. Quantisierung als Eigenwertproblem (Zweite Mitteilung) // Annalen der Physik. — 1926. — Vol. 384 (79). — P. 489–527.
- E. Schrödinger. Über das Verhältnis der Heisenberg-Born-Jordanschen Quantenmechanik zu der meinem // Annalen der Physik. — 1926. — Vol. 384 (79). — P. 734–756.
- E. Schrödinger. Quantisierung als Eigenwertproblem (Dritte Mitteilung) // Annalen der Physik. — 1926. — Vol. 385 (80). — P. 437–490.
- E. Schrödinger. Quantisierung als Eigenwertproblem (Vierte Mitteilung) // Annalen der Physik. — 1926. — Vol. 386 (81). — P. 109–139.
- E. Schrödinger. Über die Kraftfreie Bewegung in der relativistischen Quantenmechanik // Sitzungsberichte der Preussischen Akademie der Wissenschaften. — 1930. — P. 418–428.
- E. Schrödinger. Die gegenwärtige Situation in der Quantenmechanik // Naturwissenschaften. — 1935. — Vol. 23. — P. 807–812, 823–828, 844–849.

### Деякі праці англійською
- E. Schrödinger. The proper vibrations of the expanding Universe // Physica. — 1939. — Vol. 6. — P. 899–912. (англ.)
- E. Schrödinger. The final affine field laws // Proceedings of the Royal Irish Academy A. — 1947. — Vol. 51. — P. 163–179. (англ.)

### Книги
- W. T. Scott. Erwin Schrödinger: an introduction to his writings. — Amherst : University of Massachusetts Press, 1967.
- M. Jammer. The philosophy of quantum mechanics. — John Wiley & Sons, 1974.
- М. Джеммер. Эволюция понятий квантовой механики. — М. : Наука, 1985.
- Д. Хоффман. Эрвин Шрёдингер. — М. : Мир, 1987.
- Schrödinger: Centenary Celebration of a Polymath / ed. C. W. Kilmister. — Cambridge : University Press, 1989.
- W. J. Moore. Schrödinger: Life and Thought. — Cambridge : University Press, 1989.
- Erwin Schrödinger: Phylosophy and the Birth of Quantum Mechanics / ed. M. Bitbol, O. Darrigol. — Editions Frontiers, 1992.
- Erwin Schrödinger's world view: the dynamics of knowledge and reality / ed. J. Götschl. — Dordrecht : Kluwer Academic Publishers, 1992.
- W. J. Moore. A Life of Erwin Schrödinger. — Cambridge : University Press, 1994.
- M. Bitbol. Schrödinger's philosophy of quantum mechanics. — Dordrecht : Kluwer Academic Publishers, 1996.

### Статті
- W. Heitler. Erwin Schrödinger // Biographical Memoirs of the Fellows of the Royal Society. — 1961. — Vol. 7. — P. 221–228.
- Л. С. Полак. Эрвин Шредингер и возникновение квантовой механики // Избранные труды по квантовой механике / Э. Шрёдингер.. — М. : Наука, 1976. — С. 347–392.
- Эрвин Шрёдингер // Физики: Биографический справочник / Ю. А. Храмов.. — М. : Наука, 1983. — С. 302.
- P. K. Hoch, E. J. Yoxen. Schrdinger at Oxford: A hypothetical national cultural synthesis which failed // Annals of Science. — 1987. — Vol. 44. — P. 593–616.
- Эрвин Шрёдингер // Лауреаты Нобелевской премии: Энциклопедия. — М. : Прогресс, 1992.
- D. B. McLay. Lise Meitner and Erwin Schrödinger: Biographies of Two Austrian Physicists of Nobel Stature // Minerva. — 1999. — Vol. 37. — P. 75–94.
- J. Mehra. Erwin Schrödinger and the Rise of Wave Mechanics (in three parts) // The Golden Age of Theoretical Physics / J. Mehra.. — Singapore : World Scientific, 2001. — P. 706–871.
- J. Mehra. The Einstein — Bohr debate on the completion of quantum mechanics and its description of reality // The Golden Age of Theoretical Physics / J. Mehra.. — Singapore : World Scientific, 2001. — P. 1274–1318.
- A. T. Domondon. Bringing physics to bear on the phenomenon of life: the divergent positions of Bohr, Delbrück, and Schrödinger // Studies in History and Philosophy of Science Part C. — 2006. — Vol. 37. — P. 433–458.